# Affinität (Chemie)
Affinität (lat. affinitas = Verwandtschaft – man glaubte früher, dass Stoffe, die miteinander reagieren, eine Art Verwandtschaft zueinander haben müssten) ist die Triebkraft einer chemischen Reaktion – also das Bestreben von Ionen, Atomen oder Atomgruppen eine (kovalente) Bindung einzugehen (Reaktionsaffinität). Konkurrieren zwei Metallionen um Sauerstoff, spricht man von Sauerstoffaffinität. Beruht hingegen eine Bindung allein auf elektrostatischer Anziehung der Bindungspartner, spricht man von Bindungsaffinität.
Die sogenannte Affinitätschromatographie nutzt diese Art der Interaktion zwischen möglichen Bindungspartnern zum Zweck der Aufreinigung: ein chemisch stabiles Pseudosubstrat (nicht umsetzbares, zumeist kleines Molekül) wird an einen Träger gebunden und dient dazu, den Bindungspartner (z. B. ein Protein), der eine hohe Affinität zu diesem besitzt, zurückzuhalten und somit von Verunreinigungen zu befreien.
Die Affinitätsreihe von Sauerstoff z. B. lautet: Au < Pt < Ag < Hg < Cu < Sn < Pb < Fe < C < Al < Mg < Ca < Na < K.